# Орьяк-Лагаст
Орья́к-Лага́ст (фр. Auriac-Lagast, окс. Auriac) — коммуна во Франции, находится в регионе Окситания. Департамент — Аверон. Входит в состав кантона Кассань-Бегоне. Округ коммуны — Родез.
Код INSEE коммуны — 12015.
Коммуна расположена приблизительно в 530 км к югу от Парижа, в 110 км северо-восточнее Тулузы, в 23 км к югу от Родеза.

## Население
Население коммуны на 2008 год составляло 256 человек.
| 1962 | 1968 | 1975 | 1982 | 1990 | 1999 | 2008 |
| ---- | ---- | ---- | ---- | ---- | ---- | ---- |
| 524  | 524  | 425  | 385  | 315  | 280  | 256  |

## Экономика

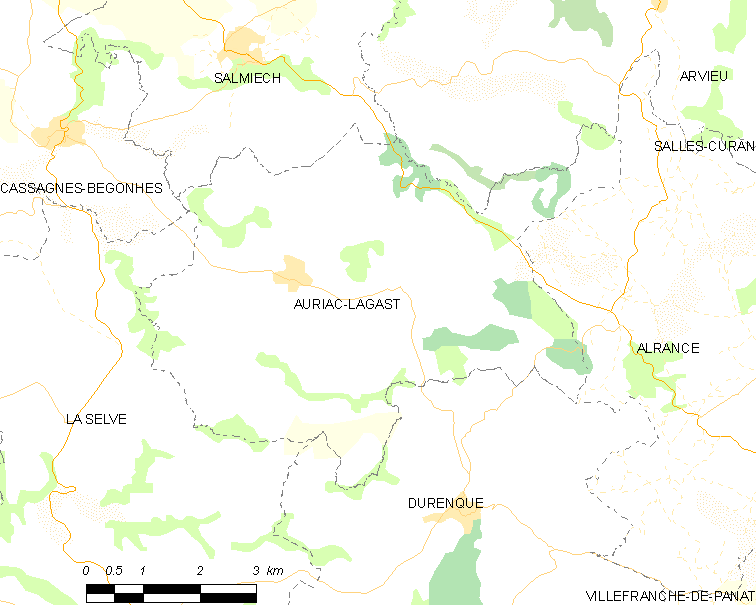
Карта коммуны

В 2007 году среди 148 человек в трудоспособном возрасте (15—64 лет) 100 были экономически активными, 48 — неактивными (показатель активности — 67,6 %, в 1999 году было 67,7 %). Из 100 активных работали 95 человек (55 мужчин и 40 женщин), безработных было 5 (2 мужчин и 3 женщины). Среди 48 неактивных 10 человек были учениками или студентами, 22 — пенсионерами, 16 были неактивными по другим причинам.